# Troubridge Island Conservation Park
Troubridge Island Conservation Park är en park i Australien. Den ligger i delstaten South Australia, omkring 73 kilometer väster om delstatshuvudstaden Adelaide.
Trakten är glest befolkad. Närmaste större samhälle är Edithburgh, nära Troubridge Island Conservation Park.
Genomsnittlig årsnederbörd är 719 millimeter. Den regnigaste månaden är juni, med i genomsnitt 144 mm nederbörd, och den torraste är januari, med 16 mm nederbörd.